# ア・コルーニャ
ア・コルーニャ（ガリシア語: A Coruña）またはラ・コルーニャ（スペイン語: La Coruña）は、スペイン・ガリシア州ア・コルーニャ県のムニシピオ（基礎自治体）。大西洋に面した港湾都市であり、ア・コルーニャ県の県都である。ガリシア統計局によれば、2013年の人口は245,923人（2012年：246,146人、2011年：246,028人、2010年：246,047人、2007年：244,388人）で、ビーゴに次ぐガリシア州第2の都市。自治体の正式名称はガリシア語のA Coruñaだが、定冠詞なしのCoruñaや、スペイン語の名称La Coruñaも使われる。住民の呼称はcoruñés、coruñesa（コルニェス、コルニェサ）。
近隣の自治体アベゴンド、アルテイショ、ベルゴンド、カンブレ、カラル、クジェレード、オレイロス、サダとコマルカ（コマルカ・ダ・コルーニャ、県と市の中間単位）を構成。
ア・コルーニャは大西洋における重要な港で、この地域の農産物の集散地となっている。造船業や金属加工業など重工業の多くは近隣のフェロルにあるが、ア・コルーニャには石油精製所が建てられている。
近隣の自治体アルテイショには、日本にも出店し、近年成長著しいアパレル産業のザラ（ガリシア語およびスペイン語読みではサラ）を展開するインディテックスの本拠地がある。
ガリシア語話者の自治体住民に占める割合は15.84%（2011年）。

## 歴史
この地には、先ローマ時代から人間が住んでいた。紀元前62年にカエサルが訪れたときは、ケルト系のアルタブロス族がア・コルーニャとフェロルの湾に居住していた。ローマ人はこの地を「ブリガンティウム」と名付け、港を建設した。重要な港であったため、灯台エルクレスの塔が建てられた。ローマ時代のものとしては現存する唯一の灯台で、現在も利用されている。
「コルーニャ」の名は、ローマ人のオッピドゥムだった「カロニウム」（語源は不明）を由来としている。12世紀のフェルナンド2世の時代には「クルニア」の名が最初に文献に現れる。
中世には一時的にイスラム教徒に占拠された。アルフォンソ9世がこの地に住人を移し、1188年に特権を与えたために、旧市街の人口が増え始めた。アルフォンソ10世が塩の荷揚げと販売を無税としたために町は発展した。フアン2世は1446年に町に「都市」の称号を与えた。カルロス1世は香辛料の通商院を設立し、この施設の防衛のためにサン・アントン城を建設した。サンティアゴ巡礼者もイギリス・オランダ等からこの港に到着し、聖地エルサレムへ向かう十字軍兵士もサンティアゴ教会に立ち寄った。14世紀後半にはイギリスとの定期航路が開かれ、物資が行き来した。

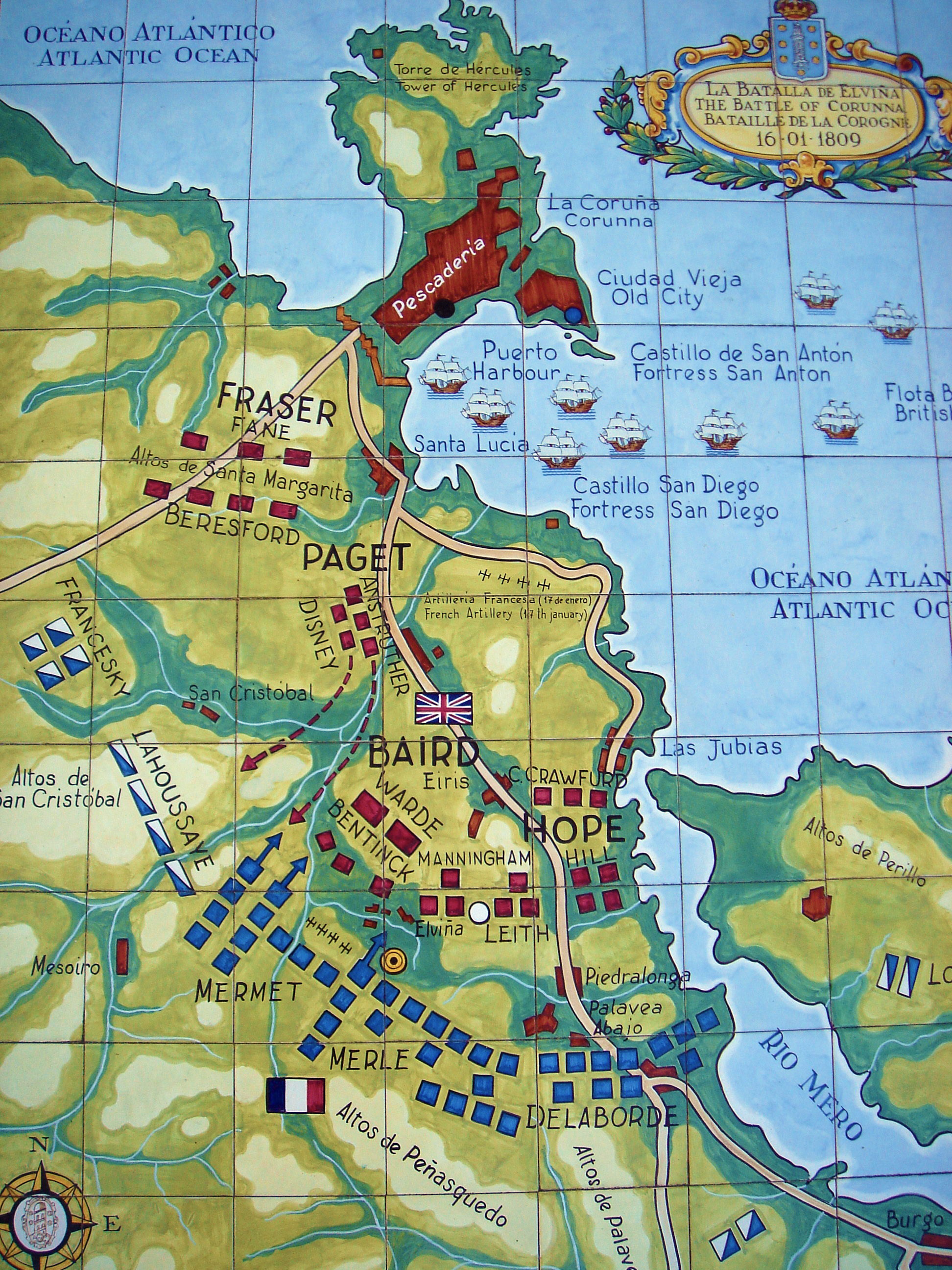
コルーニャの戦い

16世紀、ア・コルーニャはイギリスのエリザベス1世とスペインのフェリペ2世との対立に巻き込まれた。1588年、リスボンを出発した無敵艦隊はア・コルーニャ港に寄港してからイギリス海峡に出撃し、大敗した。翌年、エリザベス1世はフランシス・ドレークの部隊をア・コルーニャに派遣した。町はマリア・ピタ（es）を先頭に侵略に対抗し、イギリス軍は修道院を焼いたのちに撤退した。
17世紀から18世紀にかけては、スペイン王国の継続的な戦争のために増税と徴兵が行われ、ア・コルーニャは不景気にみまわれた。スペイン継承戦争後には、景気は回復し、カタルーニャ企業家による製造業や輸出がさかんになった。
ナポレオンのフランスによる支配に対するスペイン独立戦争では1808年5月にフランス軍に占領された。ア・コルーニャはガリシアで唯一占領に抵抗した都市となった。1809年1月16日に英仏軍の間に起きたコルーニャの戦い（es）の結果イギリス軍は撤退したが、フランス軍も5月にガリシアを放棄した。戦後の1815年、フアン・ディアス・ポルリエル元帥が1812年憲法（カディス憲法）の復活を目指して反乱を起こしたが失敗した。
20世紀には人口と経済が拡大し、現在の市の面積の70%を占めるオサ地区（Oza）を編入。さまざまな産業が生まれ、港が強化され、近代的なビルが建設された。

## 人口
| ア・コルーニャの人口推移 1900－2010                     |
|                                                         |
| 出典:INE（スペイン国立統計局）1900年 - 1991年、1996年 - |

## 気候
秋から冬にかけて雨が多くなる。一年を通じて温和な気候であり、夏の気温も低く過ごしやすい。
| ア・コルーニャ (1981–2010)の気候                                              | ア・コルーニャ (1981–2010)の気候 | ア・コルーニャ (1981–2010)の気候 | ア・コルーニャ (1981–2010)の気候 | ア・コルーニャ (1981–2010)の気候 | ア・コルーニャ (1981–2010)の気候 | ア・コルーニャ (1981–2010)の気候 | ア・コルーニャ (1981–2010)の気候 | ア・コルーニャ (1981–2010)の気候 | ア・コルーニャ (1981–2010)の気候 | ア・コルーニャ (1981–2010)の気候 | ア・コルーニャ (1981–2010)の気候 | ア・コルーニャ (1981–2010)の気候 | ア・コルーニャ (1981–2010)の気候 |
| 月                                                                            | 1月                              | 2月                              | 3月                              | 4月                              | 5月                              | 6月                              | 7月                              | 8月                              | 9月                              | 10月                             | 11月                             | 12月                             | 年                               |
| ----------------------------------------------------------------------------- | -------------------------------- | -------------------------------- | -------------------------------- | -------------------------------- | -------------------------------- | -------------------------------- | -------------------------------- | -------------------------------- | -------------------------------- | -------------------------------- | -------------------------------- | -------------------------------- | -------------------------------- |
| 最高気温記録 °C （°F）                                                        | 21.2 (70.2)                      | 27.4 (81.3)                      | 28.2 (82.8)                      | 31.6 (88.9)                      | 34 (93)                          | 34.8 (94.6)                      | 34.5 (94.1)                      | 39.6 (103.3)                     | 31.4 (88.5)                      | 31.5 (88.7)                      | 25 (77)                          | 25.6 (78.1)                      | 39.6 (103.3)                     |
| 平均最高気温 °C （°F）                                                        | 13.5 (56.3)                      | 14.1 (57.4)                      | 15.5 (59.9)                      | 16.2 (61.2)                      | 18.1 (64.6)                      | 20.6 (69.1)                      | 22.1 (71.8)                      | 22.8 (73)                        | 22.0 (71.6)                      | 19.1 (66.4)                      | 16.0 (60.8)                      | 14.1 (57.4)                      | 17.8 (64)                        |
| 日平均気温 °C （°F）                                                          | 10.8 (51.4)                      | 11.1 (52)                        | 12.4 (54.3)                      | 13.0 (55.4)                      | 15.0 (59)                        | 17.4 (63.3)                      | 19.0 (66.2)                      | 19.6 (67.3)                      | 18.6 (65.5)                      | 16.1 (61)                        | 13.3 (55.9)                      | 11.5 (52.7)                      | 14.8 (58.6)                      |
| 平均最低気温 °C （°F）                                                        | 8.1 (46.6)                       | 8.0 (46.4)                       | 9.2 (48.6)                       | 9.9 (49.8)                       | 12.0 (53.6)                      | 14.3 (57.7)                      | 15.9 (60.6)                      | 16.4 (61.5)                      | 15.2 (59.4)                      | 13.0 (55.4)                      | 10.5 (50.9)                      | 8.9 (48)                         | 11.8 (53.2)                      |
| 最低気温記録 °C （°F）                                                        | −2.0 (28.4)                      | −2.9 (26.8)                      | 0.6 (33.1)                       | 2.0 (35.6)                       | 2.2 (36)                         | 4.2 (39.6)                       | 9.9 (49.8)                       | 9.4 (48.9)                       | 5.2 (41.4)                       | 4.0 (39.2)                       | 1.0 (33.8)                       | −1.0 (30.2)                      | −2.9 (26.8)                      |
| 降水量 mm （inch）                                                            | 112 (4.41)                       | 88 (3.46)                        | 75 (2.95)                        | 88 (3.46)                        | 75 (2.95)                        | 44 (1.73)                        | 34 (1.34)                        | 35 (1.38)                        | 64 (2.52)                        | 130 (5.12)                       | 138 (5.43)                       | 131 (5.16)                       | 1,014 (39.92)                    |
| 平均降水日数                                                                  | 14                               | 12                               | 12                               | 13                               | 11                               | 7                                | 6                                | 6                                | 8                                | 13                               | 14                               | 15                               | 130                              |
| 平均月間日照時間                                                              | 102                              | 121                              | 160                              | 175                              | 201                              | 225                              | 239                              | 244                              | 192                              | 149                              | 108                              | 94                               | 2,010                            |
| 出典：World Meteorological Organization (UN), Agencia Estatal de Meteorología |                                  |                                  |                                  |                                  |                                  |                                  |                                  |                                  |                                  |                                  |                                  |                                  |                                  |

## 経済
金融ではスペインで2番目に古いバンコ・パストール（Banco Pastor）と現在スペイン有数の規模になったカイシャ・ガリシア（Caixa Galicia、正式名Caja de Ahorros de Galicia）の本店がある。

## 政治
自治体首長はガリシア国民党（PPdeG）のカルロス・ネグレイラ・ソウト（Carlos Negreira Souto）、自治体評議員はガリシア国民党：14、ガリシア社会主義者党（PSdeG-PSOE）：8、ガリシア民族主義ブロック（BNG）：4、ガリシア統一左翼（EU-V）：1となっている（2011年5月22日の自治体選挙結果、得票順）。
| 1999年6月13日自治体選挙 |        |        |          |
| 政党                    | 得票数 | 得票率 | 獲得議席 |
| PSdeG-PSOE              | 66,911 | 56.34% | 17       |
| PPdeG                   | 29,321 | 24.69% | 7        |
| BNG                     | 15,460 | 13.02% | 3        |
| EU-IU                   | 1,583  | 1.33%  | 0        |
| DG                      | 743    | 0.63%  | 0        |
| EDEG-OV                 | 615    | 0.52%  | 0        |
| AUTONOMO                | 530    | 0.45%  | 0        |
| PH                      | 280    | 0.24%  | 0        |
| PADE                    | 213    | 0.18%  | 0        |

| 2003年5月25日自治体選挙 |        |        |          |
| 政党                    | 得票数 | 得票率 | 獲得議席 |
| PSdeG-PSOE              | 57,150 | 45.70% | 14       |
| PPdeG                   | 30,083 | 24.06% | 7        |
| BNG                     | 28,382 | 22.70% | 6        |
| EU-IU                   | 3,156  | 2.52%  | 0        |
| AUTONOMO                | 1,054  | 0.84%  | 0        |
| PH                      | 591    | 0.47%  | 0        |
| CG                      | 172    | 0.14%  | 0        |

| 2007年5月27日自治体選挙 |        |        |          |
| 政党                    | 得票数 | 得票率 | 獲得議席 |
| PSdeG-PSOE              | 41,290 | 35.00% | 11       |
| PPdeG                   | 37,087 | 31.43% | 10       |
| BNG                     | 24,415 | 20.69% | 6        |
| EU-IU                   | 3,806  | 3.23%  | 0        |
| PG                      | 3,770  | 3.20%  | 0        |
| COR.CO.B.A.             | 2,546  | 2.16%  | 0        |
| PUM+J                   | 676    | 0.57%  | 0        |
| IR-ERG                  | 337    | 0.29%  | 0        |
| PH                      | 180    | 0.15%  | 0        |
| CDS                     | 164    | 0.14%  | 0        |

| 2011年5月22日自治体選挙 |        |        |          |
| 政党                    | 得票数 | 得票率 | 獲得議席 |
| PPdeG                   | 51,286 | 43.62% | 14       |
| PSdeG-PSOE              | 31,341 | 26.66% | 8        |
| BNG                     | 14,165 | 12.05% | 4        |
| EU-V                    | 7,075  | 6.02%  | 1        |
| UC                      | 4,640  | 3.95%  | 0        |
| UPyD                    | 1,083  | 0.92%  | 0        |
| PACMA                   | 999    | 0.85%  | 0        |
| SORTEO                  | 523    | 0.44%  | 0        |
| PH                      | 491    | 0.42%  | 0        |
| その他                  | 603    | 0.51%  | 0        |

## 名所

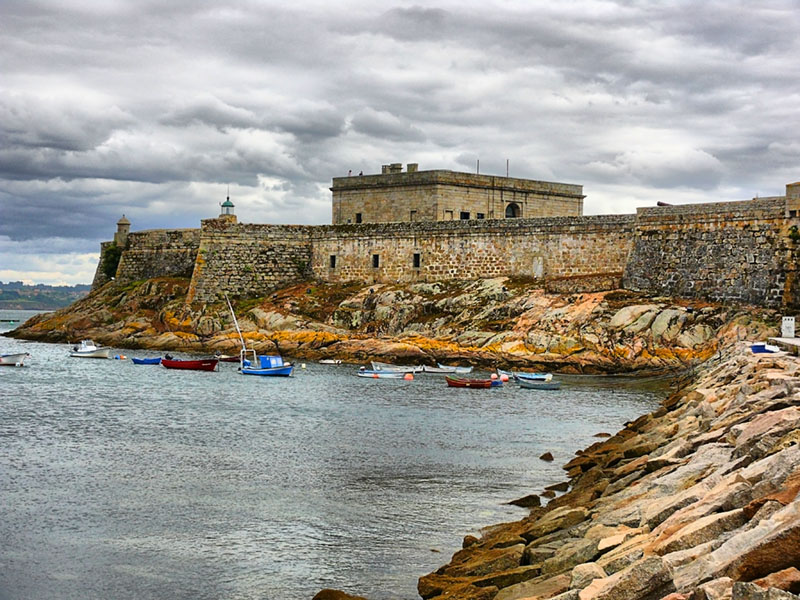
サン・アントン城

- マリーナ大通り - 「ガラスの街」と呼ばれ、白い枠のガラス窓の建物が立ち並ぶ。
- サン・アントン城 - 岬の先端に建っている城塞。内部は考古学博物館になっている。
- ヘラクレスの塔 - ローマ時代に作られた灯台（現在の形になったのは18世紀）で世界で唯一現存。2009年世界遺産に登録された。市街から2.4km、大西洋に囲まれた丘の上に建つ。
- ア・コルーニャ人間科学館 - 1995年に建てられた博物館。設計者は磯崎新。

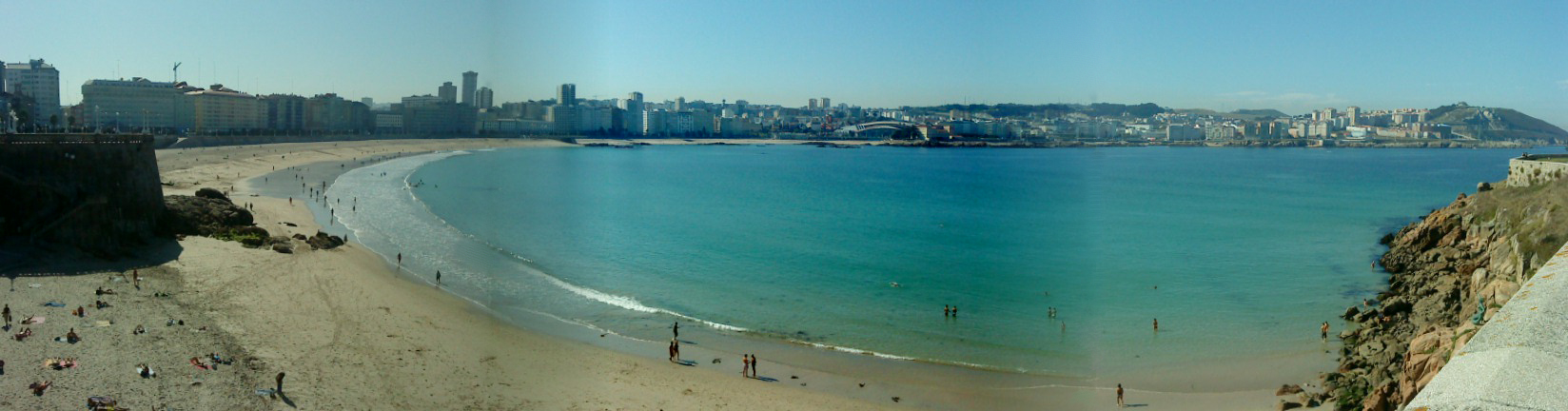
海岸

- 水族館（es）
- 科学博物館（es）

### ギャラリー

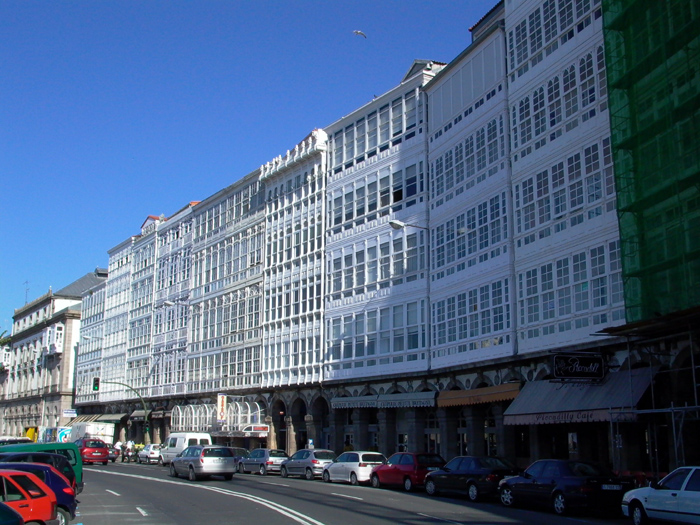
マリーナ大通り
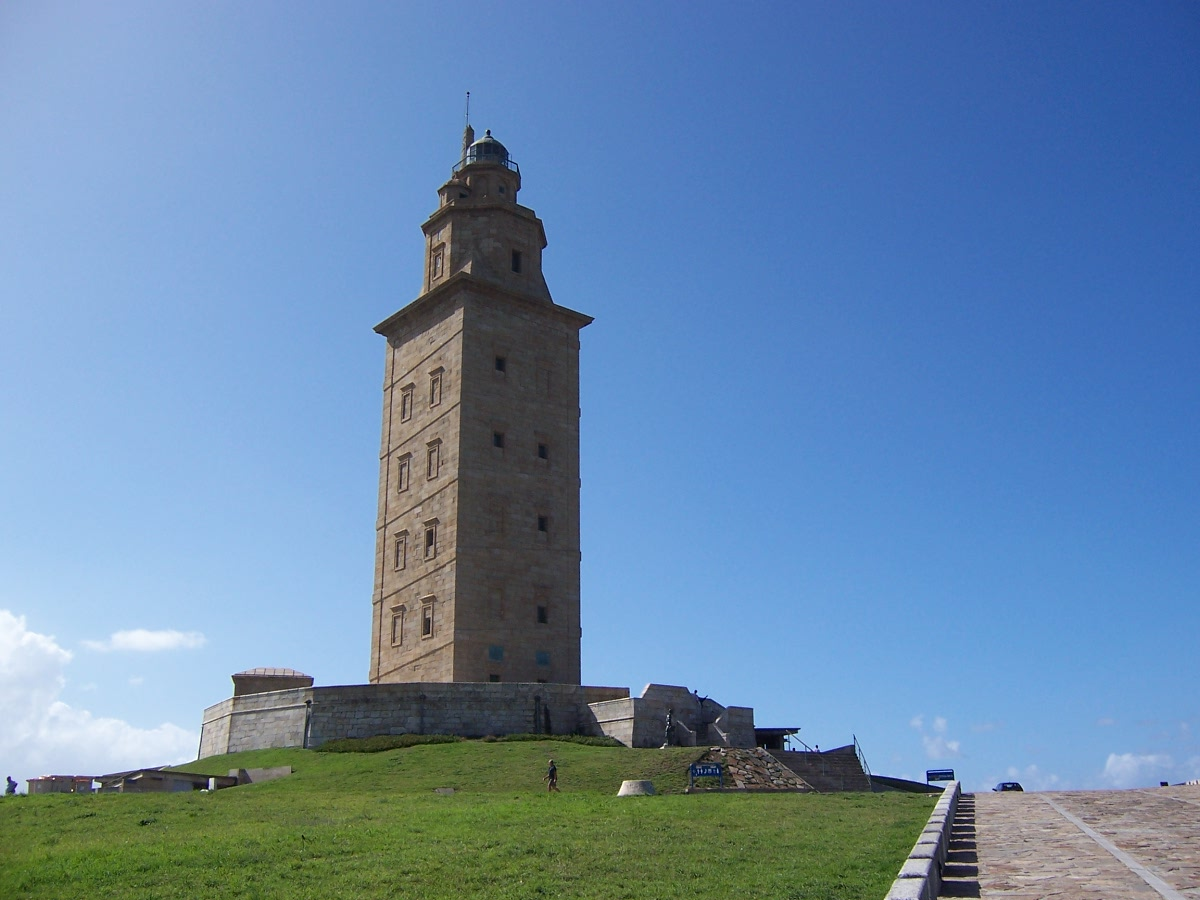
ヘラクレスの塔
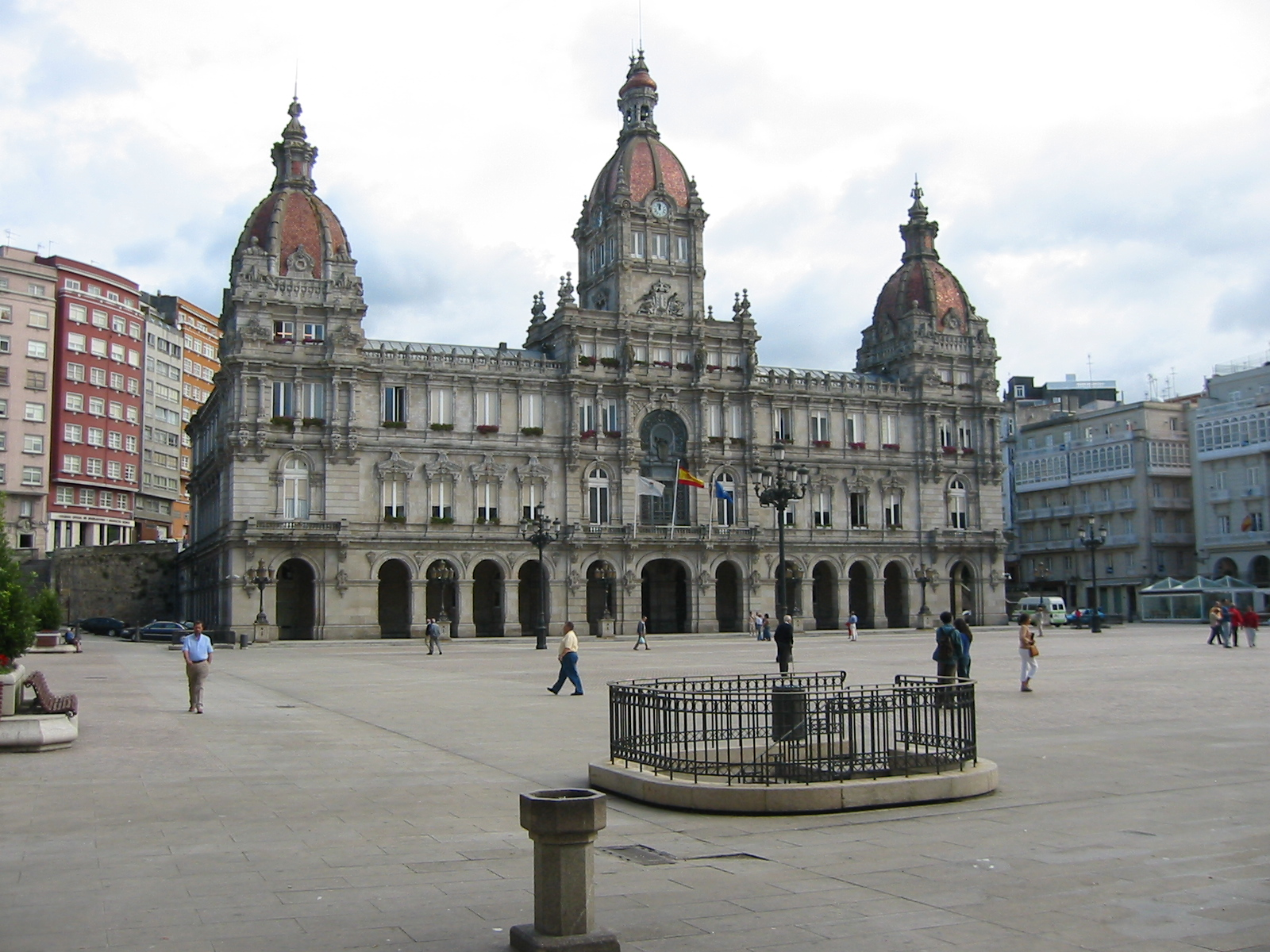
マリア・ピタ広場と市庁舎
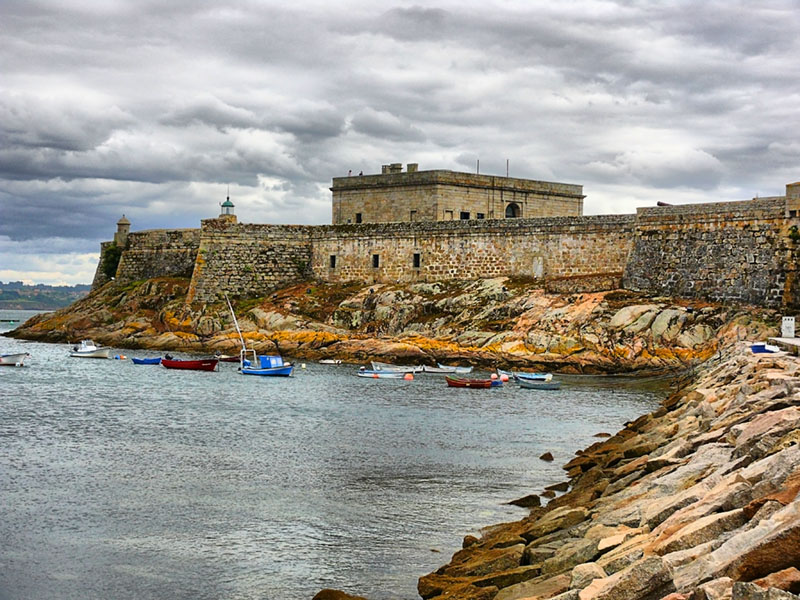
サン・アントン城
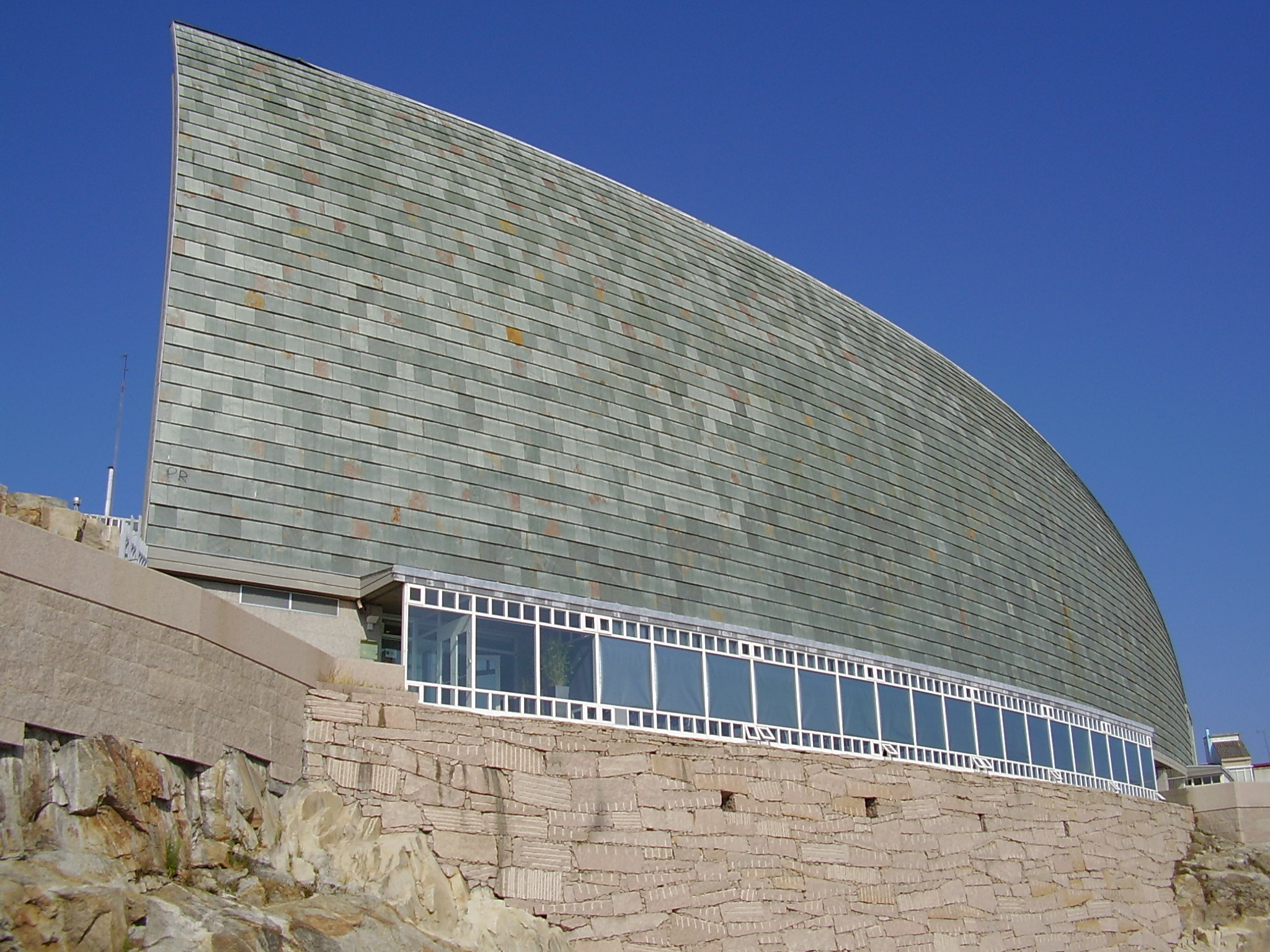
人間科学館
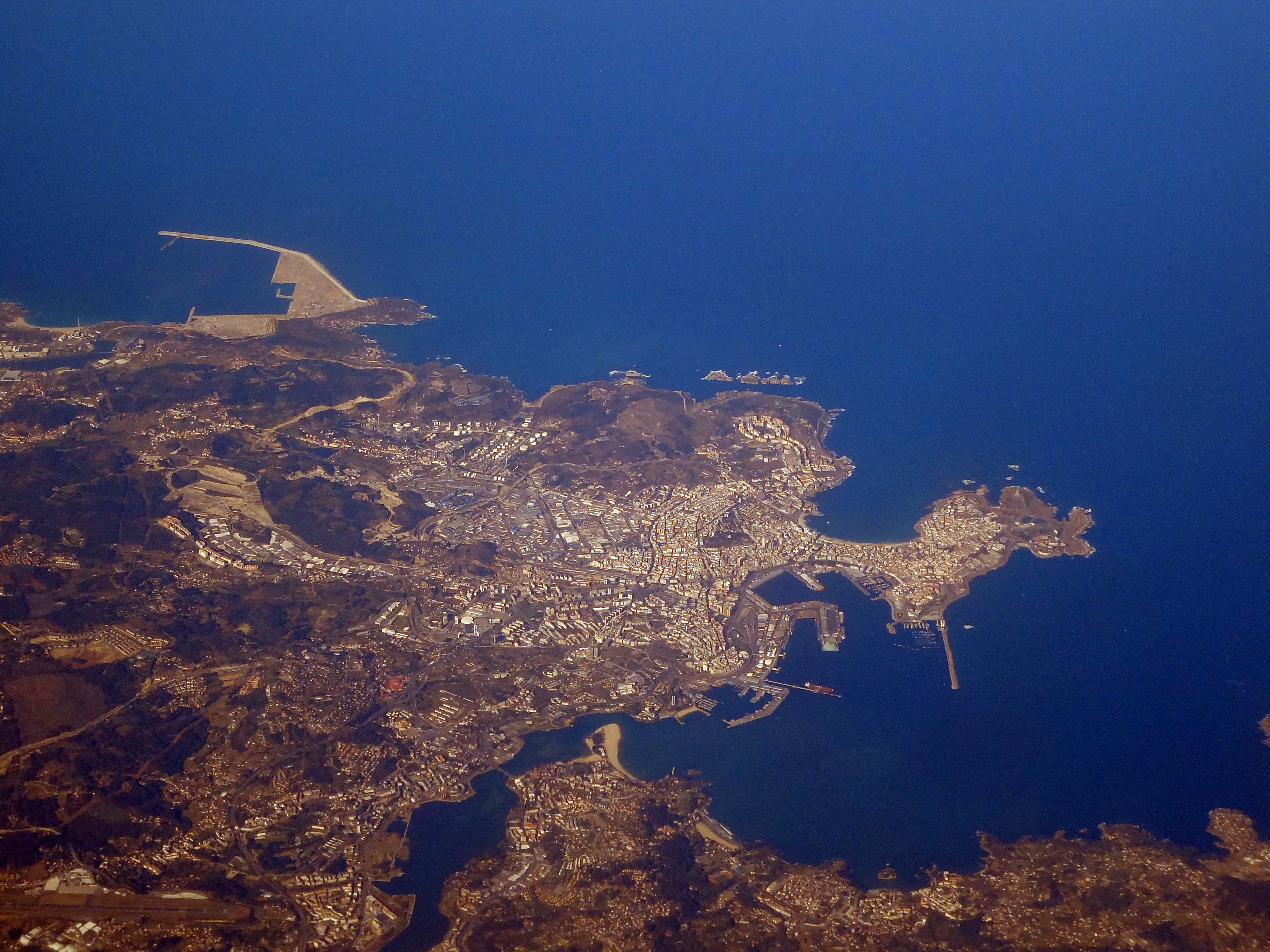

## 交通

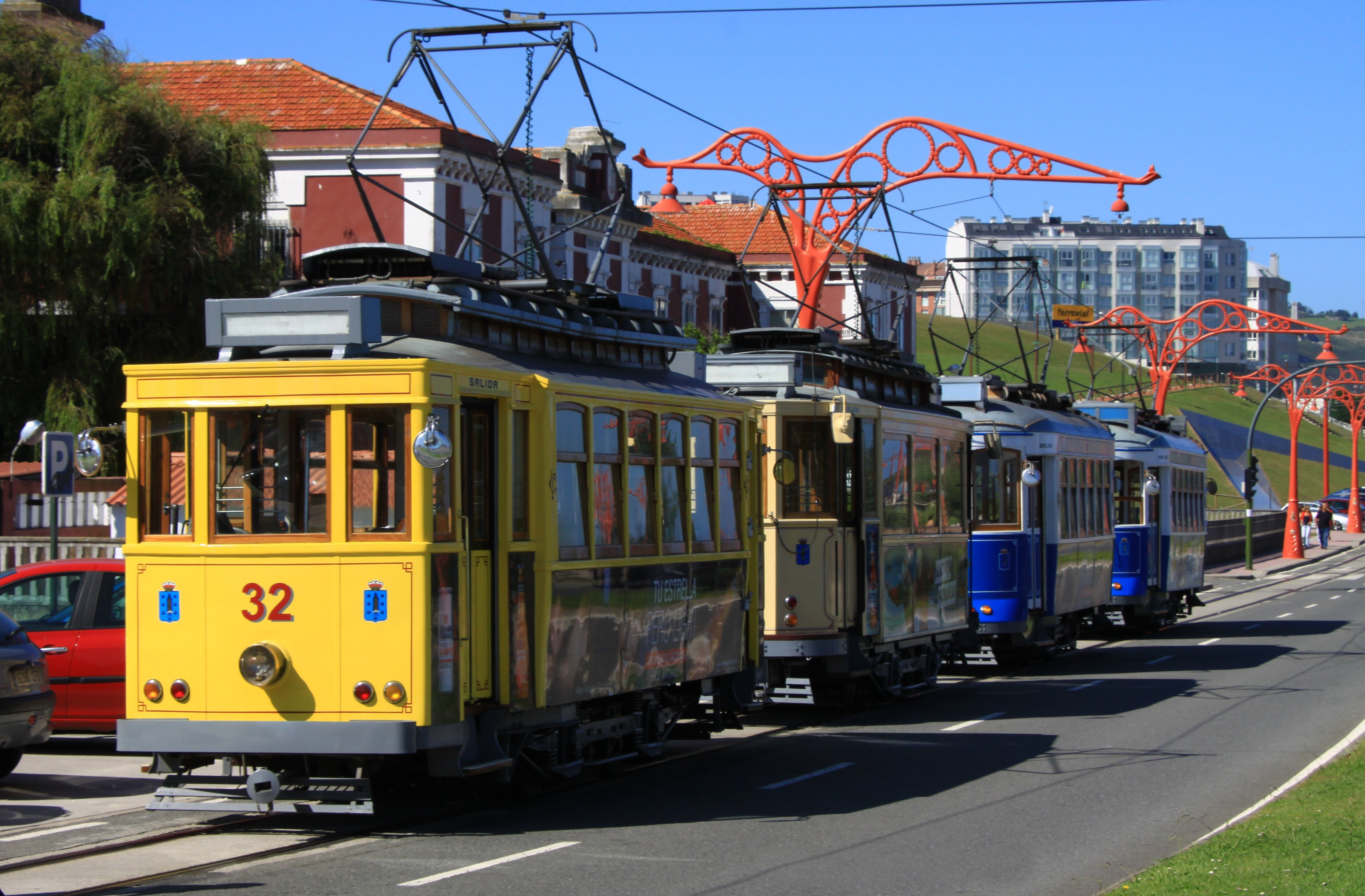
市内電車

サンティアゴ・デ・コンポステーラからは鉄道やバスで45分から1時間。マドリードからの長距離列車は昼に1便（約8時間半）、寝台列車が1便ある。
市街から7kmにア・コルーニャ空港があり、マドリードやバルセロナからの便がある。

## 教育・文化

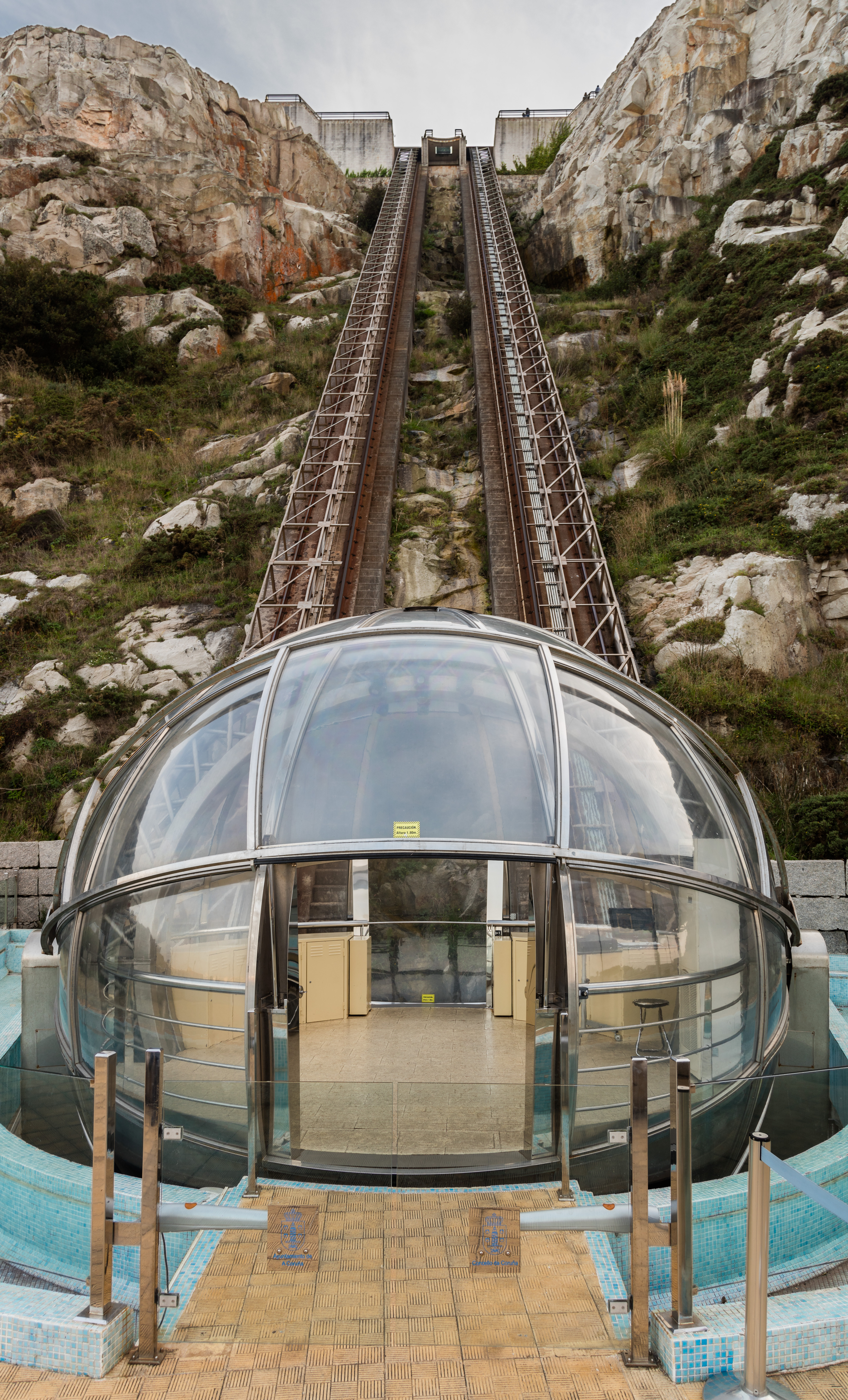
サン・ペドロ山ケーブルカー

市内には1989年創設のア・コルーニャ大学があり、フェロルにもキャンパスがある。
ビーゴに次ぐ出版の中心で、特にガリシアで最も読まれている日刊紙ラ・ボス・デ・ガリシアはここに本拠地を置く。

## スポーツ
サッカークラブのデポルティーボ・デ・ラ・コルーニャのホームタウンであり、同じガリシア州のビーゴにあるセルタ・デ・ビーゴとのガリシアダービーマッチは有名。

## 教区
市内は5つの教区に分けられる。
- ア・コルーニャ
- エルビーニャ（サン・ビセンソ）
- オサ（サンタ・マリーア）
- サン・クリストボ・ダス・ビーニャス（サン・クリストーボ）
- ビスマ（サン・ペドロ）

## 姉妹都市
- カディス、スペイン